# Lihie Raz
Lihie Raz (Estados Unidos, 14 de septiembre de 2003) es una deportista israelí que compite en gimnasia artística. Ganó una medalla de bronce en el Campeonato Europeo de Gimnasia Artística de 2020, en la prueba de suelo.

## Palmarés internacional
| Campeonato Europeo | Campeonato Europeo | Campeonato Europeo | Campeonato Europeo |
| Año                | Lugar              | Medalla            | Prueba             |
| ------------------ | ------------------ | ------------------ | ------------------ |
| 2020               | Mersin (Turquía)   | Medalla de bronce  | Suelo              |